# Сёлово
Сёлово — деревня в Цвылёвском сельском поселении Тихвинского района Ленинградской области.

## История
Усадьба Селово упоминается в переписи 1710 года в Петровском Мелигижском погосте Заонежской половины Обонежской пятины.
Деревня Селова обозначена на «Специальной карте западной части России» Ф. Ф. Шуберта 1844 года.

СЕЛОВО — деревня Марковского общества прихода Мелегижского погоста.

Крестьянских дворов — 20. Строений — 50, в том числе жилых — 23.

Число жителей по семейным спискам 1879 г.: 57 м. п., 61 ж. п.; по приходским сведениям 1879 г.: 59 м. п., 64 ж. п.

В конце XIX — начале XX века деревня относилась к Костринской волости 3-го земского участка 1-го стана Тихвинского уезда Новгородской губернии.

СЕЛОВО — деревня Селовского общества, дворов — 29, жилых домов — 29, число жителей: 87 м. п., 98 ж. п.
 
Занятия жителей — земледелие, лесные промыслы. Ручей Селовский. Часовня, хлебозапасный магазин. (1910 год)

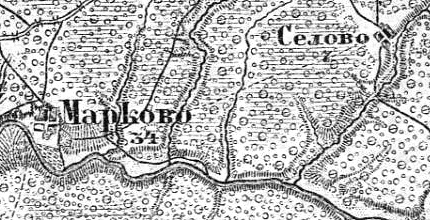
Деревня Сёлово на карте 1913 года

Согласно карте Петроградской и Новгородской губерний 1913 года деревня Сёлово насчитывала 7 крестьянских дворов. По данным 1913 года в деревне была своя земская школа, 1 учитель и 21 ученик.
С 1917 по 1918 год деревня Сёлово входила в состав Костринской волости Тихвинского уезда Новгородской губернии. 
С 1918 года в составе Ольховской волости Череповецкой губернии.
С 1924 года в составе Пригородной волости.
С 1927 года в составе Андреевского сельсовета Тихвинского района.
В 1928 году население деревни Сёлово составляло 179 человек.
Согласно карте Ленинградской области Северо-западного аэрогеодезического треста ГГУ издания 1932 года деревня насчитывала 20 крестьянских дворов.
По данным 1933 года деревня Сёлово входила в состав Андреевского сельсовета.
В 1958 году население деревни Сёлово составляло 50 человек.
По данным 1966 года деревня Сёлово также входила в состав Андреевского сельсовета.
По данным 1973 и 1990 годов деревня Сёлово входила в состав Липногорского сельсовета.
В 1997 году в деревне Сёлово Липногорской волости проживали 20 человек, в 2002 году — 5 (русские — 80 %).
В 2007 году в деревне Сёлово Цвылёвского СП проживали 2 человека, в 2010 году — 3.

## География
Деревня расположена в юго-западной части района на автодороге 41К-912 (подъезд к дер. Сёлово).
Расстояние до административного центра поселения — 18 км.
Расстояние до ближайшей железнодорожной станции Тихвин — 14 км.
Деревня находится к северу от реки Сясь. Через деревню протекает приток Сяси, ручей Селовский.

## Демография
| 1879 | 1910 | 1928 | 1958 | 1997 | 2002 | 2007 |
| ---- | ---- | ---- | ---- | ---- | ---- | ---- |
| 118  | ↗185 | ↘179 | ↘50  | ↘20  | ↘5   | ↘2   |
| 2010 | 2017 |      |      |      |      |      |
| ↗3   | ↗15  |      |      |      |      |      |

### Национальный состав
Согласно данным Всероссийской переписи населения 2021 года в деревне проживали 7 человек, из них:
 русские — 6, армяне — 1 человек.

## Известные уроженцы
- Изотов, Валентин Дмитриевич (1927—2001) — Герой Социалистического Труда.

## Улицы
Моховая.